# Kanton Chartres-2
 Chartres-2  is een kanton van het Franse departement Eure-et-Loir. Het kanton maakt deel uit van het arrondissement Chartres.

In 2018 telde het 27.838 inwoners.

Het kanton werd gevormd ingevolge het decreet van 24 februari 2014 met uitwerking op 22 maart 2015, met Chartres als hoofdplaats.

## Gemeenten
Het kanton omvat volgende gemeenten:
- Berchères-les-Pierres
- La Bourdinière-Saint-Loup
- Chartres (hoofdplaats) (zuidelijk deel)
- Corancez
- Le Coudray
- Dammarie
- Fresnay-le-Comte
- Gellainville
- Mignières
- Morancez
- Nogent-le-Phaye
- Prunay-le-Gillon
- Sours
- Thivars
- Ver-lès-Chartres